# Nicholson Peak
Der Nicholson Peak ist ein 632 m hoher und felsiger Berg im Südosten der Adelaide-Insel westlich der Antarktischen Halbinsel. Auf der Wright-Halbinsel ragt er südöstlich des Parker Peak im nordöstlichen Teil des Kopfendes des Sheldon-Gletschers auf. 
Das UK Antarctic Place-Names Committee benannte ihn 2011. Namensgeber ist Gerard Nicholson, Leiter der Flugzeugeinheit des British Antarctic Survey von 1976 bis 2011.